# Alarico e Érico
Alarico e Érico (Alrekr ok Eiríkr em nórdico antigo) foram dois reis lendários corregentes dos suíones, no século IV-V. Os dois irmãos eram filhos de Agne, fazendo parte da Casa dos Inglingos. Estão mencionado em: Lista dos Inglingos (poema escáldico do poeta norueguês Tjodolfo de Hvinir do século IX), Saga dos Inglingos (saga do historiador islandês Snorri Sturluson do século XIII), e História da Noruega (crónica histórica de um clérigo norueguês anônimo do século XII).
A Saga dos Inglingos conta: Alarico e Érico regeram juntos. Foram grandes guerreiros e costumavam competir um com o outro para ver quem era o melhor cavaleiro. Um dia, não voltaram a casa, e foram encontrados mortos os dois. Pareciam ter tirado a vida um ao outro usando como armas os freios dos cavalos. Durante muitos anos foi discutido quem realmente tinha vencido essa última corrida. Finalmente foi concluído que tinha sido Alarico.